# Кара-Бурун
Кара́-Буру́н (крим. Qara Burun) — з кримськотатарської мови «чорний мис» або «чорна вершина». Цю назву мають численні гірські вершини й миси Криму. Зокрема, Кара-Бурун (гора, 587 м), Кара-Бурун (гора, 793 м), Кара-Бурун (гора, 683 м). Остання гора — на гірському хребті Середній Бугор.
Найвідоміша гора: Кара-Бурун — масивна двогорба гора за 5,5 км на південний схід від сх. частини Старого Криму, на схід від г. Джади-Кая.

## Інтернет-ресурси
- Фото [Архівовано 27 квітня 2011 у Wayback Machine.]